# Бельплейн (Нью-Джерсі)
Бельплейн (англ. Belleplain) — переписна місцевість (CDP) в США, в окрузі Кейп-Мей штату Нью-Джерсі. Населення — 614 особи (2020).

## Географія
Бельплейн розташований за координатами 39°15′37″ пн. ш. 74°52′25″ зх. д. / 39.26028° пн. ш. 74.87361° зх. д. (39.260327, -74.873713).  За даними Бюро перепису населення США в 2010 році переписна місцевість мала площу 19,18 км², з яких 19,15 км² — суходіл та 0,03 км² — водойми.

## Демографія
Згідно з переписом 2010 року, у переписній місцевості мешкало 597 осіб у 218 домогосподарствах у складі 171 родини. Густота населення становила 31 особа/км².  Було 230 помешкань (12/км²).
Расовий склад населення:
| - 95,5 % — білих - 0,7 % — чорних або афроамериканців - 0,3 % — корінних американців - 0,2 % — азіатів - 1,0 % — осіб інших рас |

До двох чи більше рас належало 2,3 %. Частка іспаномовних становила 3,2 % від усіх жителів.
За віковим діапазоном населення розподілялося таким чином: 21,8 % — особи молодші 18 років, 63,3 % — особи у віці 18—64 років, 14,9 % — особи у віці 65 років та старші. Медіана віку мешканця становила 41,8 року. На 100 осіб жіночої статі у переписній місцевості припадало 97,0 чоловіків;  на 100 жінок у віці від 18 років та старших — 98,7 чоловіків також старших 18 років.
Середній дохід на одне домашнє господарство  становив 76 123 долари США (медіана — 80 000), а середній дохід на одну сім'ю — 87 026 доларів (медіана — 94 276). Медіана доходів становила 50 652 долари для чоловіків та 48 611 долар для жінок. За межею бідності перебувало 5,1 % осіб, у тому числі 0,0 % дітей у віці до 18 років та 12,7 % осіб у віці 65 років та старших.
Цивільне працевлаштоване населення становило 334 особи. Основні галузі зайнятості: будівництво — 25,1 %, освіта, охорона здоров'я та соціальна допомога — 18,3 %, роздрібна торгівля — 14,4 %.